# Schwabendörfl
Schwabendörfl ist ein Dorf in der Stadtgemeinde Pressbaum im Bezirk St. Pölten-Land in Niederösterreich.

## Geografie
Schwabendörfl liegt an der Südseite des verlängerten Kamms des Pfalzberges – Kaiserbrunnbergs (571 m) – Jochgrabenbergs (645 m) und ist unmittelbar östlich an Hochstraß angebaut. Am 1. April 2020 umfasste das Dorf 61 Gebäude. Das Dorf entwässert in den Ranzenbach, der in den Agsbach, einen der Quellbäche der Schwechat, mündet.

## Geschichte
In Folge der Theresianischen Reformen wurde der Ort dem Kreis Unter-Wienerwald unterstellt, und nach dem Umbruch 1848 war er bis 1867 dem Amtsbezirk Purkersdorf zugeteilt. Laut Adressbuch von Österreich waren im Jahr 1938 in Schwabendörfl ein Gastwirt und ein Schuster ansässig.